# Gran Premio di Spagna 1974
Il Gran Premio di Spagna 1974 è stata la quarta prova della stagione 1974 del Campionato mondiale di Formula 1. Si è corsa domenica 28 aprile 1974 sul Circuito permanente del Jarama, posto nelle vicinanze di Madrid. La gara è stata vinta dall'austriaco Niki Lauda su Ferrari; per il vincitore si trattò del primo successo nel mondiale. Ha preceduto sul traguardo lo svizzero Clay Regazzoni, anch'egli su Ferrari e il brasiliano Emerson Fittipaldi su McLaren-Ford Cosworth.
Per la Ferrari si trattò della cinquantesima vittoria nel campionato mondiale di Formula 1. Niki Lauda ottenne, in questa gara, un hat trick, conquistando pole position, giro veloce in gara e vittoria.

## Vigilia

### Aspetti tecnici
La pista del Jarama subì profondi cambiamenti, rispetto all'ultima edizione del gran premio qui tenuta, nel 1972. La larghezza del tracciato fu aumentata e furono posizionate delle barriere di sicurezza ai bordi della pista.
La Tyrrell presentò il modello 007, elaborato da Derek Gardner. La scuderia britannica affidò l'unico modello presente a Jody Scheckter, mentre Patrick Depailler proseguì a utilizzare la vecchia 006.
Esordì nel campionato mondiale la Amon col modello AF101. Concepita da Gordon Fowell, la monoposto si ispirava alla March 731 e alla Lotus 72E. Fece il suo esordio in una gara iridata anche la Trojan-Tauranac Racing, scuderia legata alla casa automobilistica britannica Trojan, con la T103: si trattava originariamente di una vettura di Formula 5000, adattata alla F1, concepita da Ron Tauranac.

### Aspetti sportivi
Rikky von Opel prese il posto di Richard Robarts alla Brabham. Il pilota del Liechtenstein aveva iniziato la stagione con la Ensign, anche se non aveva preso parte a nessuna gara, trovando la vettura poco competitiva. La Shadow sostituì il defunto Peter Revson con Brian Redman. Redman aveva già corso per la scuderia statunitense nel Gran Premio degli Stati Uniti d'America 1973. Alla McLaren Denny Hulme affrontò la gara col numero 56, in luogo del tradizionale 6.
Chris Amon rientrò nel campionato, al volante della propria scuderia. La Trojan affidò la sua unica monoposto a Tim Schenken; l'australiano aveva corso per l'ultima volta nel mondiale nel Gran Premio del Canada 1973, con una Iso-Marlboro. La scuderia privata Finotto iscrisse una Brabham BT42 per il pilota elvetico Silvio Moser. Il pilota, però, fu vittima di un grave incidente nella 1000 km di Monza, corsa pochi giorni prima del gran premio. Le gravi ferite non gli consentirono di prendere parte all'evento e lo portarono al decesso nel maggio del 1974.
Tra gli iscritti alla gara risultava anche il pilota locale Jorge de Bagration, che aveva acquistato una Surtees TS16, grazie al sostegno di una catena di grandi magazzini, El Corte Inglés. De Bagration era figlio della famiglia reale della Georgia, nato a Roma, ma presto trasferito in Spagna. Aveva una certa esperienza sia nelle gare di durata che in Formula 2. Aveva tentato, senza successo, di partecipare al Gran Premio di Spagna 1968.
Il presidente della Federazione Automobilistica Spagnola (Real Federación Española de Automovilismo) perse però la lista degli iscritti alla gara, che dovette essere così redatta nuovamente, dimenticando però di menzionare de Bagration. Il pilota perse il sostegno del suo sponsor, che anzi negò di averglielo mai dato, e, quando fu riammesso nella lista, non ebbe più il sostegno economico necessario per partecipare al gran premio.

## Qualifiche

### Resoconto
Ronnie Peterson su Lotus fu il pilota più rapido, nella prima giornata di prove ufficiali. Lo svedese colse il tempo di 1'18"47, nuovo record del tracciato, quattro decimi in meno di Niki Lauda e oltre un secondo meglio di Clay Regazzoni. L'exploit di Peterson venne spiegato per l'uso di pneumatici di migliore qualità. La sessione fu caratterizzata da due incidenti. Il primo fu Vittorio Brambilla, che uscì di pista al rettilineo Pegaso. La sua March colpì i basamenti di un ponte che passava sopra la pista: il pilota fu illeso ma sulla vettura si verifico un principio d'incendio. Più grave la vicenda che coinvolse Denny Hulme, che seguiva Brambilla. Il neozelandese, che stava affrontando un giro veloce, si girò su una macchia d'olio, presente nel punto dell'incidente appena avvenuto, e investì un commissario di pista che, in gravi condizioni, venne trasportato in ospedale.
Al sabato le Ferrari si migliorarono, con Lauda che, per 3 centesimi, batté il tempo di Peterson, conquistando la sua seconda pole position in una gara valida per il mondiale di F1. La seconda fila venne conquistata da Regazzoni e Fittipaldi, davanti a Jacky Ickx e Carlos Reutemann. Lauda affermò che la partenza al palo fosse molto importante per la gara, essendo quello del Jarama un circuito stretto, impegnativo, e con poche possibilità di effettuare dei sorpassi.
Anche la giornata del sabato vide diversi incidenti. Vittorio Brambilla, Patrick Depailler e Jean-Pierre Beltoise uscirono di pista, al termine del lungo rettilineo dei box. François Migault terminò fuori pista invece dopo una curva, nella parte più elevata del circuito. Sulla March di Brambilla si ruppe l'impianto frenante: la vettura fu così danneggiata nell'uscita di pista che non poté essere riparata per la gara, costringendo il monzese a non partecipare al gran premio. Migault ruppe il casco, riportando lievi lesioni al volto e alla parte destra del corpo. Beltoise, invece, criticò il lavoro dei commissari. Il francese si lamentò per il fatto che le vetture incidentate di Depailler e Migault fossero state tenute troppo vicine alla pista, rendendo così più pericolosa un'uscita dal tracciato.

### Risultati
Nella sessione di qualifica si è avuta questa situazione:
| Pos | No | Pilota               | Costruttore                | Tempo   | Griglia |
| --- | -- | -------------------- | -------------------------- | ------- | ------- |
| 1   | 12 | Niki Lauda           | Ferrari                    | 1'18"44 | 1       |
| 2   | 1  | Ronnie Peterson      | Lotus-Ford Cosworth        | 1'18"47 | 2       |
| 3   | 11 | Clay Regazzoni       | Ferrari                    | 1'18"78 | 3       |
| 4   | 5  | Emerson Fittipaldi   | McLaren-Ford Cosworth      | 1'19"25 | 4       |
| 5   | 2  | Jacky Ickx           | Lotus-Ford Cosworth        | 1'19"28 | 5       |
| 6   | 7  | Carlos Reutemann     | Brabham-Ford Cosworth      | 1'19"37 | 6       |
| 7   | 20 | Arturo Merzario      | Iso Marlboro-Ford Cosworth | 1'19"54 | 7       |
| 8   | 56 | Denny Hulme          | McLaren-Ford Cosworth      | 1'19"66 | 8       |
| 9   | 10 | Vittorio Brambilla   | March-Ford Cosworth        | 1'19"81 | NP      |
| 10  | 3  | Jody Scheckter       | Tyrrell-Ford Cosworth      | 1'19"86 | 9       |
| 11  | 24 | James Hunt           | Hesketh-Ford Cosworth      | 1'19"87 | 10      |
| 12  | 14 | Jean-Pierre Beltoise | BRM                        | 1'20"03 | 11      |
| 13  | 17 | Jean-Pierre Jarier   | Shadow-Ford Cosworth       | 1'20"20 | 12      |
| 14  | 9  | Hans-Joachim Stuck   | March-Ford Cosworth        | 1'20"46 | 13      |
| 15  | 18 | Carlos Pace          | Surtees-Ford Cosworth      | 1'20"52 | 14      |
| 16  | 28 | John Watson          | Brabham-Ford Cosworth      | 1'20"54 | 15      |
| 17  | 4  | Patrick Depailler    | Tyrrell-Ford Cosworth      | 1'20"65 | 16      |
| 18  | 33 | Mike Hailwood        | McLaren-Ford Cosworth      | 1'20"65 | 17      |
| 19  | 19 | Jochen Mass          | Surtees-Ford Cosworth      | 1'20"80 | 18      |
| 20  | 26 | Graham Hill          | Lola-Ford Cosworth         | 1'20"99 | 19      |
| 21  | 15 | Henri Pescarolo      | BRM                        | 1'21"32 | 20      |
| 22  | 16 | Brian Redman         | Shadow-Ford Cosworth       | 1'21"35 | 21      |
| 23  | 37 | François Migault     | BRM                        | 1'21"43 | 22      |
| 24  | 30 | Chris Amon           | Amon-Ford Cosworth         | 1'21"79 | 23      |
| 25  | 8  | Rikky von Opel       | Brabham-Ford Cosworth      | 1'21"85 | 24      |
| NQ  | 23 | Tim Schenken         | Trojan-Ford Cosworth       | 1'21"89 | 25      |
| NQ  | 27 | Guy Edwards          | Lola-Ford Cosworth         | 1'21"96 | NQ      |
| NQ  | 21 | Tom Belsø            | Iso Marlboro-Ford Cosworth | 1'22"09 | NQ      |

## Gara
Alla domenica il tracciato venne colpito da una forte pioggia, poco prima del via. Ciò costrinse i piloti a optare per le gomme da bagnato. Al via Ronnie Peterson pattinò leggermente, ma riuscì a prevalere sulle due Ferrari di Niki Lauda e Clay Regazzoni. Alle spalle dei due piloti ferraristi vi erano Jacky Ickx, Emerson Fittipaldi, Arturo Merzario, Jody Scheckter e Carlos Reutemann. Già al secondo giro Schcketer passò Merzario, mentre Jarier colse il nono posto, passando Hunt. Il britannico, al giro 4, cedette anche a Denny Hulme.
Al nono passaggio Reutemann effettuò un'escursione di pista, scendendo in diciassettesima posizione. Poco dopo la pioggia cessò: Peterson comandava con due secondi di margine su Lauda, seguivano poi Regazzoni, Ickx, Fittipaldi, Scheckter, Merzario e Hulme. All'undicesimo giro Scheckter ebbe la meglio su Fittipaldi, la cui McLaren scontava dei problemi tecnici. Peggio andava per un'altra McLaren, quella di Hulme, che fu costretto a una sosta ai box per controllare l'efficienza della monoposto, danneggiata al via da un contatto con Reutemann. L'argentino, dopo un'altra uscita di pista, fu costretto al ritiro.
Al giro 14 Jean-Pierre Jarier fu costretto ai box da un problema tecnico: la lunga sosta lo fece precipitare in ultima posizione. La pista, nel frattempo, si asciugava. Il primo a fermarsi fu Hans-Joachim Stuck, che era ottavo. Toccò poi a Regazzoni e Fittipaldi, col ticinese che mantenne il vantaggio sul brasiliano, che rientrò, invece, alle spalle di Stuck. Al ventunesimo passaggio si fermò anche il leader della corsa, Ronnie Peterson. La sosta era dovuta non solo all'esigenza di montare gomme da asciutto, ma anche per controllare il motore della sua Lotus. Nello stesso giro si fermarono anche Scheckter e Hunt.
Niki Lauda si trovò al comando, davanti a Ickx, Merzario e Regazzoni, che aveva appena passato Brian Redman. Seguivano Schenken, Depailler e Stuck. Al giro 23 l'austriaco si fermò ai box, per il cambio delle gomme, impiegando 35 secondi. Nello stesso passaggio si fermarono anche Merzario e Depailler. Al ventiquattresimo giro vi fu l'abbandono per Ronnie Peterson, per un problema al motore. L'altro pilota della Lotus, Ickx, ormai al comando, attese il giro 25, ma la lunghezza della sosta gli fece perdere diverse posizioni. Vi fu un problema alla ruota posteriore sinistra, con la chiave che rimase inserita nel dado della ruota. Il belga ripartì, ma si ruppe la chiave, spezzando l'attacco della ruota. Il pilota fermò all'altezza del box della Tyrrell, quando però si mise in azione l'estintore della vettura.
Si ritrovarono al comando le due Ferrari di Lauda e Regazzoni, seguite da Tim Schenken, che cambiò le gomme al giro 26, lasciando la terza posizione a Stuck. Seguivano poi Merzario, Fittipaldi e Mass. Scheckter era settimo, precedendo Pace. Ickx abbandonò la gara al giro 28, mentre Mass, per un guasto al cambio, dovette rinunciare a proseguire, al trentaseiesimo passaggio.
Al trentottesimo giro Merzario uscì di pista nella zona Pegaso: la sua Iso atterrò oltre le barriere, ferendo quattro fotografi. Il pilota uscì invece indenne dall'abitacolo. Lauda comandava con circa 25 secondi di margine su Regazzoni, seguivano poi Stuck, Fittipaldi, Scheckter e Hunt. Fittipaldi, dopo il miglior giro in gara, passò Stuck, entrando sul podio virtuale, al giro sessanta.
Le Ferrari controllavano la gara agevolmente, tanto da doppiare tutti gli altri concorrenti. Al sessantottesimo giro Hulme entrò in zona punti, passando James Hunt. Il britannico dovette poi cedere diverse posizioni, nella parte finale della gara. Il gran premio venne interrotto al raggiungimento delle due ore di gara, che non consentì di effettuare tutti i novanta giri previsti. Niki Lauda ottenne la sua prima vittoria nel mondiale di F1 (fu il cinquantaduesimo pilota a riuscirci), davanti a Clay Regazzoni ed Emerson Fittipaldi. Lauda ottenne l'hat trick, con pole position, giro veloce e vittoria. Per la Scuderia Ferrari si trattò del cinquantesimo successo in una gara valida per il mondiale. La scuderia non trionfava dal Gran Premio di Germania 1972.

### Risultati
I risultati del gran premio sono i seguenti:
| Pos | No | Pilota               | Costruttore                | Giri | Tempo/Ritiro          | Pos. Griglia | Punti |
| --- | -- | -------------------- | -------------------------- | ---- | --------------------- | ------------ | ----- |
| 1   | 12 | Niki Lauda           | Ferrari                    | 84   | 2h00'29"56            | 1            | 9     |
| 2   | 11 | Clay Regazzoni       | Ferrari                    | 84   | + 35"61               | 3            | 6     |
| 3   | 5  | Emerson Fittipaldi   | McLaren-Ford Cosworth      | 83   | + 1 giro              | 4            | 4     |
| 4   | 9  | Hans-Joachim Stuck   | March-Ford Cosworth        | 82   | + 2 giri              | 14           | 3     |
| 5   | 3  | Jody Scheckter       | Tyrrell-Ford Cosworth      | 82   | + 2 giri              | 10           | 2     |
| 6   | 56 | Denny Hulme          | McLaren-Ford Cosworth      | 82   | + 2 giri              | 8            | 1     |
| 7   | 16 | Brian Redman         | Shadow-Ford Cosworth       | 81   | + 3 giri              | 22           |       |
| 8   | 4  | Patrick Depailler    | Tyrrell-Ford Cosworth      | 81   | + 3 giri              | 17           |       |
| 9   | 33 | Mike Hailwood        | McLaren-Ford Cosworth      | 81   | + 3 giri              | 18           |       |
| 10  | 24 | James Hunt           | Hesketh-Ford Cosworth      | 81   | + 3 giri              | 11           |       |
| 11  | 28 | John Watson          | Brabham-Ford Cosworth      | 80   | + 4 giri              | 16           |       |
| 12  | 15 | Henri Pescarolo      | BRM                        | 80   | + 4 giri              | 21           |       |
| 13  | 18 | Carlos Pace          | Surtees-Ford Cosworth      | 78   | + 6 giri              | 15           |       |
| 14  | 23 | Tim Schenken         | Trojan-Ford Cosworth       | 76   | Testacoda             | 26           |       |
| NC  | 17 | Jean-Pierre Jarier   | Shadow-Ford Cosworth       | 73   | Non classificato      | 13           |       |
| Rit | 26 | Graham Hill          | Lola-Ford Cosworth         | 43   | Motore                | 20           |       |
| Rit | 20 | Arturo Merzario      | Iso Marlboro-Ford Cosworth | 37   | Incidente             | 7            |       |
| Rit | 19 | Jochen Mass          | Surtees-Ford Cosworth      | 35   | Cambio                | 19           |       |
| Rit | 37 | François Migault     | BRM                        | 27   | Motore                | 23           |       |
| Rit | 2  | Jacky Ickx           | Lotus-Ford Cosworth        | 26   | Freni                 | 5            |       |
| Rit | 1  | Ronnie Peterson      | Lotus-Ford Cosworth        | 23   | Motore                | 2            |       |
| Rit | 30 | Chris Amon           | Amon-Ford Cosworth         | 22   | Freni                 | 24           |       |
| Rit | 8  | Rikky von Opel       | Brabham-Ford Cosworth      | 14   | Perdita d'olio        | 25           |       |
| Rit | 7  | Carlos Reutemann     | Brabham-Ford Cosworth      | 12   | Testacoda             | 6            |       |
| Rit | 14 | Jean-Pierre Beltoise | BRM                        | 2    | Motore                | 12           |       |
| NP  | 10 | Vittorio Brambilla   | March-Ford Cosworth        | 0    | Vettura indisponibile | 9            |       |
| NQ  | 27 | Guy Edwards          | Lola-Ford Cosworth         |      |                       |              |       |
| NQ  | 21 | Tom Belsø            | Iso Marlboro-Ford Cosworth |      |                       |              |       |
| WD  | 25 | Silvio Moser         | Brabham-Ford Cosworth      |      | Infortunato           |              |       |
| WD  | 29 | Jorge de Bagration   | Surtees-Ford Cosworth      |      |                       |              |       |

## Statistiche
Piloti
- 1ª vittoria per Niki Lauda
- 1º giro più veloce per Niki Lauda

Costruttori
- 50° vittoria per la Ferrari
- 40° podio per la McLaren
- 1º Gran Premio per la Amon e per la Trojan

Motori
- 50ª vittoria per il motore Ferrari

Giri al comando
- Ronnie Peterson (1-20)
- Niki Lauda (21-22, 25-84)
- Jacky Ickx (23-24)

## Classifiche

### Piloti
| Pos. | Pilota               | Punti |
| ---- | -------------------- | ----- |
| 1    | Clay Regazzoni       | 16    |
| 2    | Niki Lauda           | 15    |
| 3    | Emerson Fittipaldi   | 13    |
| 4    | Denny Hulme          | 10    |
| 5    | Carlos Reutemann     | 9     |
| 6    | Mike Hailwood        | 9     |
| 7    | Jean-Pierre Beltoise | 8     |
| 8    | Hans-Joachim Stuck   | 5     |
| 9    | Jacky Ickx           | 4     |
| 10   | Patrick Depailler    | 4     |
| 11   | Carlos Pace          | 3     |
| 12   | Jody Scheckter       | 2     |
| 13   | Ronnie Peterson      | 1     |
| 14   | Arturo Merzario      | 1     |

### Costruttori
| Pos. | Team                       | Punti |
| ---- | -------------------------- | ----- |
| 1    | McLaren-Ford Cosworth      | 26    |
| 2    | Ferrari                    | 21    |
| 3    | Brabham-Ford Cosworth      | 9     |
| 4    | BRM                        | 8     |
| 5    | Tyrrell-Ford Cosworth      | 6     |
| 6    | March-Ford Cosworth        | 5     |
| 7    | Lotus-Ford Cosworth        | 4     |
| 8    | Surtees-Ford Cosworth      | 3     |
| 9    | Iso Marlboro-Ford Cosworth | 1     |